# Amerikanska scoutregionen (WOSM)

Amerikanska scoutregionens medlemsländer, notera att ett flertal ökedjor i Stilla havet är kopplade till den amerikanska scoutregionen genom politiska kopplingar på fastlandet.

Den amerikanska scoutregionen är ett regionskansli för World Organization of the Scout Movement (WOSM), med sin sätesort i Santiago, Chile. Den amerikanska scoutregionen innefattar länder på det västra halvklotet, både Syd- och Nordamerika. Fram till 1960-talet innefattade regionen endast Mexiko, Central- och Sydamerika. Kanada och USA bildade då tillsammans Boy Scouts International Bureau med sin sätesort i Ottawa, Kanada. Även idag så är den amerikanska scoutregionen till största del riktad åt de sydamerikanska länderna, något som har satt sitt spår på regionens webbplats som endast är på spanska; som en konsekvens av detta så deltar inte USA och Kanada på de regionala aktiviteterna i samma utsträckning som de övriga medlemsländerna.
Sätesorten för regionen har flyttat allt längre söderut, den höll ursprungligen till på Havanna, Kuba mellan 1946 och 1960 för att sedan under en kort tidsperiod ligga i Kingston, Jamaica år 1960. Mellan 1960 och 1968 var sätesorten belägen i Mexico City, sedan San José, Costa Rica, mellan 1968 och 1992. Sedan dess har den hållit sig kvar i Santiago från 1992 till dags dato.